# Amfibiekåren
Amfibiekåren (AMF) är ett vapenslag inom Marinen. Amfibiekåren är den del av Marinen som ansvarar för det kustnära försvaret, medan den andra grenen, Flottan, har ansvar för försvaret längre ut till havs. Amfibiekåren bildades den 26 oktober 2000 och är arvtagare till Kustartilleriet. Senaste omorganisationen genomfördes hösten 2021 genom försvarsbeslutet 2020 då Älvsborgs amfibieregemente återupprättades.

## Historik
Inför försvarsbeslutet 2000 föreslog regeringen att den framtida grundorganisationen skulle innehålla två kustartilleriförband där ett av de två kustartilleriförbanden skulle utgöra en huvudenhet, där regeringen ansåg att Vaxholms kustartilleriregemente och Första kustartilleribrigaden (KA 1) skulle utgöra huvudenheten med anledning av att förbandet hade en mycket god närhet till Stockholms skärgård, med övnings- och skjutfält med dimensionerande terrängtyper. Inget av de andra regementena ansågs ha terrängförhållanden och infrastruktur för att utgöra en huvudenhet. Vilket regemente som skulle kvarstå vid sidan om KA 1 stod mellan Karlskrona kustartilleriregemente och Andra kustartilleribrigaden (KA 2), Gotlands kustartilleriregemente (KA 3) och Älvsborgs kustartilleriregemente (KA 4). KA 3 föll dock snabbt bort i processen, då verksamheten ansågs begränsad och att enheten saknade tillräckliga och lämpliga övningsområden. Angående KA 4 så ansågs även det ha begränsade övningsförutsättningar. KA 2 ansågs ha de bästa förutsättningar för att verka som en andra enhet vid sidan av KA 1. Dock ansåg regeringen att det var av stor betydelse att Göteborg som Sveriges andra stad även hade en militär närvaro. Vidare ansåg regeringen att behålla KA 4 skulle ge flottan möjlighet till fortsatt verksamhet för sjöstridsförbanden i Göteborg. Därav förslog regeringen att KA 1 och KA 4 skulle behållas i den nya grundorganisationen.
Genom försvarsbeslutet 2000 beslutades samtidigt att Kustartilleriet skulle avvecklas i dess dåvarande form. De kvarvarande förbanden skulle få en annan inriktning än hittills. Därav ansåg regeringen att förbanden skulle benämnas amfibieregemente och att vapenslaget Kustartilleriet ändras till Amfibiekåren. Därav kom Vaxholms kustartilleriregemente och Första kustartilleribrigaden (KA 1) att upplösas som kustartilleriförband den 30 juni 2000. Den 1 juli 2000 bildades i dess ställe amfibieförbandet Vaxholms amfibieregemente (Amf 1).
Gotlands kustartilleriregemente tillsammans med Karlskrona kustartilleriregemente avvecklades den 31 oktober 2000, fyra månader efter övriga förband som avvecklades genom försvarsbeslutet. Att de båda regementena avvecklades så pass sent berodde på att de fullföljde grundutbildningen av den sista grundutbildningsomgången. Från den 1 november 2000 övergick verksamheten vid de två regementena till en avvecklingsorganisation, fram till att avvecklingen skulle vara slutförd senast den 31 december 2001. Avvecklingsorganisationenerna upplöstes i sin tur den 30 juni 2001, då avvecklingen av förbanden ansågs slutförd. De kvarvarande förbanden bytte dock namn redan den 1 juli 2000, vilket var det datum som Försvarsmaktens nya organisation gällde ifrån. Vid två samtida ceremonier vid Vaxholms kastell och Nya Älvsborgs fästning den 26 oktober 2000 bytte Kustartilleriet namn till Amfibiekåren.
Den 1 juli 2000 påbörjades omorganisationen av Kustartilleriet till Amfibiekåren, där ingick Vaxholms amfibieregemente (Amf 1), Älvsborgs amfibieregemente (Amf 4) och Amfibiestridsskolan (AmfSS). Åren 2005-2021 fanns endast ett förband kvar, Vaxholms amfibieregemente (Amf 1), som 2005-2021 innehade namnet Amfibieregementet (Amf 1) men från 1 januari 2022 benämns Stockholms amfibieregemente (Amf 1).
År 2020 beslöt riksdagen genom Förvarsbeslut 2020 att Amfibiekåren skulle utökas och under hösten 2021 återupprättades Älvsborgs amfibieregemente (Amf 4).

## Verksamhet
Nya hot har vuxit fram samtidigt som den ökande internationaliseringen ställt andra krav på kustartilleriet. Sedan ett antal år är det utvecklingen av de allsidigt användbara amfibieförbanden som kommit att stå i fokus. Människorna, traditionerna och miljön är i stort oförändrade, men uppgifterna har radikalt förändrats. Amfibiekåren har bidragit med soldater till internationella insatser i bland annat Tchad, Adenviken, Afghanistan, Kosovo och Mali.

## Ingående enheter
Amfibiekåren består från hösten 2021 av två regementen:
- Stockholms amfibieregemente (Amf 1)
- Älvsborgs amfibieregemente (Amf 4)

Utbildning sker också vid Sjöstridsskolan (SSS) i Karlskrona, där Amfibiestridsskolan (AmfSS) ingår.

### Insatsförband
Stockholms amfibieregemente ställer upp följande insatsförband :
- 2. amfibiebataljonen
- 17. amfibiebevakningsbåtkompaniet
- 132. säkerhetskompaniet sjö
- Roslagsbataljonen (28. hemvärnsbataljonen)
- Södertörnsbataljonen (29. hemvärnsbataljonen)

## Tidigare ingående enheter
- Älvsborgs amfibieregemente (Amf 4), avvecklades 2005 och återupprättades 2021.
- Amfibiestridsskolan (AmfSS), uppgick 2005 i Sjöstridsskolan.

## Gradbeteckning
Trots att amfibiekåren tillhör marinen så har den samma tjänstegrader som armén. Gradbeteckningarna liknar dock dem som flottan använder. På det sättet liknar Amfibiekåren till viss del den år 1756 uppsatta Arméns flotta, som verkade i kustnära lägen där Linjeflottan inte var lika effektiv.